# Pont-l'Évêque (kaas)
De Pont-l'Évêque is een Franse kaas van het type rood-bacterie- of gewassen-korst-kaas. De kaas is afkomstig uit Normandië en wordt daar al sinds de 12e eeuw bereid. De kaas heeft zijn naam van de plaats Pont-l'Évêque, waar een grote regionale markt was voor de kaas.

## Bereidingswijze
De melk wordt na ontvangst verhit tot 35 °C. Kalfsleb wordt toegevoegd om het stremmen te versnellen. De wrongel wordt gesneden, afgegoten en in een vierkante vorm gedaan. De eerste fase is nu in een warme zaal (22 °C). De vorm wordt op een zeef geplaatst en gedurende 1-2 dagen regelmatig gekeerd om de wei weg te laten lopen. Vervolgens wordt de kaas getransporteerd naar de droogruimte, waar de kaas 5 dagen verblijft. Daarna wordt de kaas gezouten (wat op verschillende wijzen kan, van inzouten tot een pekelbad), en wordt de kaas gewassen en geborsteld. De laatste stap is het rijpen gedurende anderhalve maand. De kaas zelf wordt geler, de buitenkant wit. 
Per kaas is drie liter melk en ongeveer 45 dagen nodig om tot het eindproduct te komen.
Sinds 1972 heeft de Pont-l'Évêque het AOC-keurmerk.